# Titularbistum Castellum Tingitii
Castellum Tingitii (ital.: Castello di Tingizio) ist ein Titularbistum der römisch-katholischen Kirche. 
Es geht zurück auf einen früheren Bischofssitz in der gleichnamigen antiken Stadt, die sich in der römischen Provinz Mauretania Caesariensis im heutigen nördlichen Algerien befand.
| Titularbischöfe von Castellum Tingitii |                         |                                       |                   |                  |
| Nr.                                    | Name                    | Amt                                   | von               | bis              |
| 1                                      | Augustin Rodríguez      | Militärbischof von Paraguay           | 7. Dezember 1965  | 1969             |
| 2                                      | Antonino Nepomuceno OMI | Weihbischof in Cotabato (Philippinen) | 11. Juli 1969     | 14. Februar 1997 |
| 3                                      | Ireneusz Pękalski       | Weihbischof in Łódź (Polen)           | 11. Dezember 1999 |                  |